# Hassen Bouaouli
Hassen Bouaouli, né le  29 mai 1963, est un handballeur français évoluant au poste de pivot.
Il évolue en club à l'US Créteil ; il est finaliste de la Coupe d'Europe des vainqueurs de coupe 1988-1989 (la première finale européenne d'un club français) et remporte la même saison le doublé Coupe-Championnat. Il perd aussi la finale de la Coupe de France 1986-1987.
Il rejoint l'OM Vitrolles lors de l'intersaison 1991. Avec le club olympien, il remporte la Coupe d'Europe des vainqueurs de coupe 1992-1993 et perd la finale de la Coupe d'Europe des vainqueurs de coupe 1993-1994. Il est également champion de France 1993-1994 et remporte la Coupe de France 1992-1993. Il est vice-champion de France 1991-1992 ainsi que finaliste de la Coupe de France 1991-1992.
Il est transféré au Gazélec Football Club Ajaccio Handball lors de l'intersaison 1994. 
Détenteur d'un BTS en comptabilité et finance des entreprises en 1984, d'un master en économie et gestion à l'Université Paris-Dauphine, Hassen Bouaouli devient directeur marketing de l'AS Beauvais Oise de 1997 à 2003. Après avoir obtenu un CAP en cuisine en candidat libre en 2004, il ouvre en 2006 son propre restaurant « La Maison Haute », à Beauvais.

## Palmarès
Compétitions internationales
- Vainqueur de la Coupe d'Europe des vainqueurs de Coupe (1) : 1993.
  - Finaliste (2) en 1989, 1994.
- Demi-finaliste de la Coupe des clubs champions européens (1) : 1990

Compétitions nationales
- Vainqueur du Championnat de France (2) : 1989, 1994
  - Deuxième en 1988, 1992, 1993
- Vainqueur de la Coupe de France (2) : 1989, 1993
  - finaliste en 1987, 1992.